# Валлі-дель-Пазубіо
Валлі-дель-Пазубіо (італ. Valli del Pasubio, вен. Vałi del Paxubio) — муніципалітет в Італії, у регіоні Венето, провінція Віченца.
Валлі-дель-Пазубіо розташоване на відстані близько 440 км на північ від Рима, 90 км на північний захід від Венеції, 32 км на північний захід від Віченци.
Населення — 3258 осіб (2014).

## Демографія
Населення за роками:

Станом на 1 січня 2023 року в муніципалітеті офіційно проживали 94 іноземці з 27 країн, серед них 22 громадяни країн Євросоюзу та 6 громадян України.

## Сусідні муніципалітети
- Позіна
- Рекоаро-Терме
- Скіо
- Торребельвічино
- Трамбілено
- Валларса